# 새로운 타이포그래피
미술공예운동과 아르누보의 영향으로 과거의 장식적인 타이포그래피에서 벗어나지 못하고 있는 상황에서, 1923년 바우하우스 전시회에서 영감을 받아 얀 치홀트가 주창한 타이포그래피 이론이다. 타이포그래피를 명확한 정보 확인과 전달을 위한 수단으로 해석하고 기능적인 타이포그래피에 초점을 맞추면서 확대되었으며, 타이포그래피의 한 시대를 구분하는 이념으로 지칭하게 되었다.

## 역사적 배경

#### 전통적 타이포그래피
산업혁명 이후 윌리엄 모리스는 기계적인 대량생산을 반대하며 수공예 중심의 시대로 회기하고 자 미술공예운동이 펼쳐졌으며, 이를 시작으로 획일적인 표현 방식을 반대하고 장식적 특징을 강조하는 아르누보 운동이 전개되었다. 이러한 상황에서 타이포그래피 또한 과거의 일률적이고 무분별한 가운데 맞추기와 장식적인 타이포그래피에서 벗어나지 못하고 있었다.

#### 바우하우스
요하네스 이텐의 자유분방한 표현주의, 러시아의 구성주의, 네덜란드의 데-스틸 운동 등의 새로운 실험들을 볼 수 있었다. 특히 헝가리 출신 교수 모호이-너지의 바우하우스 홍보물은 기하학적인 레이아웃과 산세리프체의 혁신적인 타이포그래피로 기계 시대의 새로운 비전을 제시하고 있었다. 이러한 시대적 흐름 속에서 타이포그래피의 원래 목적인 가독성과 합목적성에 맞춰 새로운 활자 운용이 요구되었다., 

#### 얀 치홀트
1923년 바이마르에서 열린 바우하우스 전시를 관람한 뒤, 1925년 「튀포그라피셰 미타 일룽겐」에 「타이포그래피 기초」를 실어 유럽 인쇄 업계에 이름을 알렸고, 1928년 현대적 그래픽 디자인 안내서인 「새로운 타이포그래피」를 발표해 새로운 타이포그래피와 관련된 논쟁을 촉발시켰다. 1933년 나치의 탄압으로 스위스로 이주한 뒤, 1935년 과거 자신의 이론을 완숙하게 발전시켜 정리한 「타이포그래픽 디자인」을 발표했다.

## 새로운 타이포그래피 이론
새로운 타이포그래피의 본질은 단순히 아름다움이 아니라 '명료성'에 있다. 이는 문서에서 기능 위주로 추출된 형식을 기반으로 한 새로운 타이포그래피 정신이다. 새로운 타이포그래피의 목표는 본문의 텍스트 기능에서 형태를 개발하는 것이었다. 얀 치홀트는 새로운 타이포그래피의 가치란 순수함, 명료성 그리고 방법의 단순함을 시도하는 것에 있다고 보았다.

#### 비대칭 배열
비대칭 배열은 기능적 디자인의 역동적 표현이다. 비대칭이 이루는 타이포그래피의 형태는 인위적인 대칭 구조 보다 훨씬 효과적이고 순수한 형태이다. 비대칭 배열은 새로운 타이포그래피에 무한히 변형될 수 있는 형태를 보장는 동시에 생동감, 다양성, 융통성을 표현한다. 그러나 불안한 비대칭 배열 속에서 혼돈스러운 구성을 피하고 균형과 질서를 유지해야 한다.

#### 산 세리프체
얀 치홀트는 옛 활자들이 새로운 타이포그래피의 본질인 명료성에 어긋난다고 주장했다. 새로운 타이포그래피에서는, 산세리프체가 오늘날의 활자라고 말한다. 세리프체 위주의 전통적 타이포그래피 서체들과 달리, 산세리프체는 불필요한 요소들을 제거하고 기본적인 형태로 간략화한 서체이기 때문에 새로운 타이포그래피 조건에 더 적합한 서체이다. 그에 따르면 산세리프체는 디자인에서 장식적으로 부족함이 없을 뿐만 아니라, 네 가지의 굵기 변화와 그에 상응하는 이탤릭체를 갖춘 서체이며, 전통적인 서체들에 비해 더 완성된 것이었다.

#### 색 사용
색은 책의 어떤 특정 부분을 분리하거나, 특징을 주기위한 목적으로 사용한다. 조화롭게 구성된 인쇄판에서 어떤 글줄에 색을 넣는다는 것은, 부분의 구체적인 강조와 내용의 구분이라는 명료한 목적을 지닌 것이다. 얀 치홀트는 타이포그래피를 디자인하면서 많은 색을 사용하지 않고 정해져 있는 몇 가지의 색을 절제하여 사용하였다. 이는 색을 이용하여 논리적, 기능적인 면을 추구하고자 하였고 화면에서 강한 효과와 생동감을 주기 위해서였다.

#### 표준화
독일은 18세기부터 표준화를 통하여 생산의 효율성을 높이고 산업화를 촉진하고자 노력했다. 합리적인 디자인을 통해 합리적인 사회를 건설할 수 있다고 믿었던 모더니스트 디자이너들에겐 공인된 표준화 시스템이야말로 개개인의 자의적 표현과는 차원이 다른 공동을 위한 제도였다.

#### 사진
때로는 커뮤니케이션에 있어서 그림이나 사진이 글보다 강력한 힘을 발휘한다. 더 많은 뜻과 내용을 쉽고 빠르게 전달해 주며, 설득력을 부여하고 주목도를 높일 수 있다. 또한 사진과 텍스트의 결합은 지면에 3차원적 공간감을 더해주고 활자의 평면성과 대비를 이루어 생동감을 준다. 오늘날 사진 사용은 매우 다양해져서 사진 없이는 아무것도 얻을 수 없는 지경이 되어버렸으며, 사진의 질은 작업의 성공을 좌우하는 결정적인 요인이 되었다.